# Thomas Svanfeldt

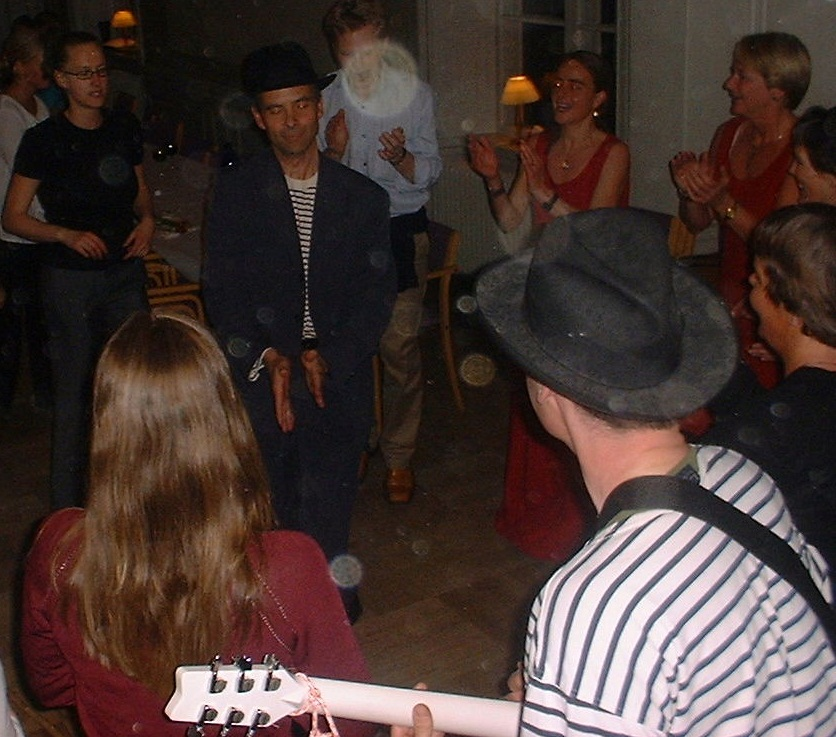
Thomas Svanfeldt uppträder med kosackbandet Gregor och Vladimir 2001.

Per Tomas Svanfeldt, född 23 mars 1954 i Solna församling, är en svensk barnskådespelare och musiker.
Han är medlem i det halvfranska bandet Les Garcons du Rock och kosackbandet Gregor och Vladimir. Han spelar tenorsaxofon, flöjt, munspel och härjedalspipa.

## Filmografi (urval)
- 1964 – Att älska
- 1964 – Åsa-Nisse i popform
- 1965 – Bödeln
- 1966 – Hemsöborna

## Radioteater

### Roller
| År   | Roll | Produktion                        | Regi          |
| ---- | ---- | --------------------------------- | ------------- |
| 1967 |      | Buss på kontinenten Ove Magnusson | Olof Thunberg |